# Vinko Zupan
Vinko Zupan, slovenski filolog, esejist in prevajalec, * 17. julij 1882, Varaždin, † 23. april 1915, Ljubljana.

## Življenje in delo
Bil je nezakonski otrok hišne pomočnice Katarine Zupan in nečak Toma Zupana. Zupan je osnovno šolo obiskoval v Zagrebu in Ljubljani in tu tudi klasično gimnazijo (1893–1901). Od jeseni 1901 je študiral slavistiko in germanistiko na univerzi v Pragi. Leta 1904 je 6 mesecev izpopolnjeval svojo francoščino v Ženevi. Zaradi živčne obolelosti je študij do 1906 prekinil, nato študiral slovansko, nemško in francosko filologijo na univerzi v Gradcu (1907/1908) in tam 1908 doktoriral. Januarja 1910 je postal neplačani praktikant v ljubljanski Licejski knjižnici, leta 1913 je postal redno zaposlen, vendar je bil povečini bolan in se zdravil na Gorenjskem in v Heluanu pri Kairu. Ko se mu je pljučno obolenje popravilo, pa je znova duševno zbolel in je moral sredi marca 1915 v bolnišnico.
Na Zupanov razvoj je v Pragi vplival Tomáš Garrigue Masaryk, v Gradcu pa Anton Murko. Poglabljal se je v literaturo, naravoslovje in filozofijo in o tem veliko pisal. Komaj 8-letna publicistika kaže na njegovo dejavnost in nadarjenost. Posebej v kritiki mu je stalna bolehnost vsiljevala razdražljiv ton, kar je sprožalo polemične odgovore.
V Ljubljanskem zvonu in drugem časopisju je leta 1907 objavil svoje pesmi. Pomembnejši so njegovi eseji o Macharju (1907), Vrazu (1908), Masaryku (1910), Strindbergu (1912), prijatelju Antonu Dermoti (1914/1915) in nekaterih drugih. Raziskovalno težnjo kažejo članki Metrični vzori Prešernove podoknice Luna sije (1909), Luna sije in drugo (1914), Plagiati prof. Fr. Pengova (1914) in drugi. Napisal več knjižnih ocen, npr. Ivana Prijatelja in Janka Kersnika (1915). Iz francoščine je prevedel Maeterlinckovo Smrt mladega psička (1911) in začetek romana Anatola Francea Kuhinja pri kraljici Pédauque (1915), prevod je nadaljeval Oton Župančič.